# Saalfelder Höhe
Saalfelder Höhe é uma localidade e antigo município da Alemanha localizado no distrito de Saalfeld-Rudolstadt, estado da Turíngia. Desde julho de 2018, forma parte do município de Saalfeld/Saale.

## Demografia
Evolução da população (31 de dezembro):
| - 1997: 3627 - 1998: 3657 - 1999: 3710 - 2000: 3637 | - 2001: 3655 - 2002: 3622 - 2003: 3563 - 2004: 3536 | - 2005: 3490 - 2006: 3423 - 2007: 3412 |

Fonte: Thüringer Landesamt für Statistik